# Parageron punctipennis
Parageron punctipennis är en tvåvingeart som först beskrevs av Friedrich Hermann Loew 1846.  Parageron punctipennis ingår i släktet Parageron och familjen svävflugor. Inga underarter finns listade i Catalogue of Life.